# Gompertz-függvény
A Gompertz-függvény, vagy Gompertz-görbe egy szigmoid függvény. A függvényt Benjamin Gompertz (1779–1865), brit matematikusról nevezték el. A Gompertz-függvény egy matematikai modell, olyan időben zajló folyamatokra, ahol a folyamat kezdete és a vége lassú lecsengésű. A görbe jobb oldali, jövőbeli alakulása jóval fokozatosabb, mint a bal oldali, kezdeti szakaszé, szemben a logisztikai-függvénnyel, mely szintén egy szigmoid függvény, és ahol a görbe aszimptotái szimmetrikusak.
Az ábrákon három Gompertz-görbe látható, ahol az egyik változót megváltoztatják, míg a többi konstans változatlan.

Gompertz-görbe, a változat

Gompertz-görbe, b változat

Gompertz-görbe, c változat

## Képlet
{\displaystyle y(t)=ae^{be^{ct}}}
ahol
- a a felső aszimptota, mivel {\displaystyle ae^{be^{-\infty }}=ae^{0}=a}
- b, c  negatív számok
- b beállítja az x eltolást
- c beállítja a növekedési rátát (x skálázása)
- e Euler-féle szám (e = 2,71828...)

A Gompertz-függvény a Gompertz-féle mortalitási törvényből eredeztethető, mely azt állítja, hogy a mortalitás (elmúlás, hanyatlás) exponenciálisan viselkedik.
Matematikai  függvénnyel kifejezve:
{\displaystyle k^{r}\propto {\frac {1}{y(t)}}}
ahol 
- {\displaystyle r={\frac {y'(t)}{y(t)}}} a növekedési ráta.
- k egy tetszőleges konstans

## Példák
Néhány példa a Gompertz-függvény alkalmazására:
- Behatárolt populáció esetén, ahol a születési arányok a kezdetben nőnek, majd lelassulnak, ahogy a források elérnek egy korlátot
- Tumorok növekedésének modellezése
- Mobil telefonok használatánál, ahol a költségek a kezdetben magasak (a használatba vétel lassú), és ezt követi egy gyors növekedés, majd lassul  a használat, és eléri a telítődést.

## Tumorok növekedése és a Gompertz-függvény
A 60-as években A.K. Laird használta először a Gompertz-függvényt tumorok növekedésének vizsgálatánál.
A tumorok behatárolt területeken növekvő sejtpopulációk, ahol a tápanyag korlátozott.
Legyen X(t) a tumor mérete, fel lehet írni a következő Gompertz-függvényt:
{\displaystyle X(t)=K\exp \left(\log \left({\frac {X(0)}{K}}\right)\exp \left(-\alpha t\right)\right)}
ahol
- X(0) a tumor mérete a megfigyelés kezdetén;
- K a szállító kapacitás, azaz az elérhető maximális méret a rendelkezésre álló tápanyag mellett.

Ekkor:
{\displaystyle \lim _{t\rightarrow +\infty }X(t)=K}
függetlenül ettől: X(0)>0. Megjegyezzük, hogy terápia hiányában az X(0)<K, miközben terápia mellett, X(0)>K lehet;
- α egy konstans, mely a sejtek burjánzási képességével kapcsolatos
- log(  ) a természetes logaritmust jelenti

A Gompertz-függvény differenciálásakor, könnyű látni az X(t) dinamikáját:
{\displaystyle X^{\prime }(t)=\alpha \log \left({\frac {K}{X(t)}}\right)X(t)}
azaz:
{\displaystyle X^{\prime }(t)=F\left(X(t)\right)X(t),F^{\prime }(X)\leq 0}
ahol F(X) a pillanatnyi sejt burjánzási arány, melynek csökkenő természete a tápanyagért folyó versennyel kapcsolatos, ahogy a populáció nő, hasonlóan a logisztikai növekedési arányhoz.
Azonban van egy alapvető különbség: logisztikai esetben, kis  sejt populációkra a burjánzási sebesség véges:
{\displaystyle F(X)=\alpha \left(1-\left({\frac {X}{K}}\right)^{\nu }\right)\Rightarrow F(0)=\alpha <+\infty }
míg, a Gompertz esetben a burjánzás korlátok nélküli:
{\displaystyle \lim _{X\rightarrow 0^{+}}F(X)=\lim _{X\rightarrow 0^{+}}\alpha \log \left({\frac {K}{X}}\right)=+\infty }
Steel és Wheldon megállapítja, hogy a sejtburjánzási sebesség egy populációban korlátozva van a sejtosztódási idő által. Ily módon ez egy bizonyíték lehet arra, hogy a Gompertz-függvény nem jó modell kis tumorok esetében.
Mindezen túl megállapították, hogy az immunrendszert is figyelembe véve, Gompertz- és más törvények, melyekre a korlátlanság F(0) jellemző, kizárhatják az immunrendszer működésének a lehetőségét.

## Gompertz-, és a logisztikai növekedés
A Gompertz differenciális egyenlet:
{\displaystyle X^{\prime }(t)=\alpha \log \left({\frac {K}{X(t)}}\right)X(t)}
ez az általános logisztikai függvény korlátozott esete
{\displaystyle X^{\prime }(t)=\alpha \nu \left(1-\left({\frac {X(t)}{K}}\right)^{\frac {1}{\nu }}\right)X(t)}
ahol {\displaystyle \nu >0} egy pozitív valós szám
ezért:
{\displaystyle \lim _{\nu \rightarrow +\infty }\nu \left(1-x^{1/\nu }\right)=-\log \left(x\right)}.
Ráadásul,  az általános logisztikai függvény görbéjén van egy inflekciós pont, amikor
{\displaystyle X(t)=\left({\frac {\nu }{\nu +1}}\right)^{\nu }K}
és egy a Gompertz-függvényen, amikor
{\displaystyle X(t)={\frac {K}{e}}=K\cdot \lim _{\nu \rightarrow +\infty }\left({\frac {\nu }{\nu +1}}\right)^{\nu }}.

## A növekedés Gomp-ex törvénye
A fenti megállapításokra alapozva Wheldon javasolt egy matematikai modellt a tumorok növekedésére, melyet Gomp-Ex modellnek nevezett el, kissé különbözik a Gormpertz-törvénytől.
A Gomp-Ex modell feltételezi, hogy a kezdetben nincs verseny a forrásokért, így a sejt populációk az exponenciális törvény szerint viselkednek. Azonban van egy kritikus határérték {\displaystyle X_{C}}, {\displaystyle X>X_{C}}-re, ahol a növekedés a Gompertz-törvény szerint zajlik:
{\displaystyle F(X)=\max \left(a,\alpha \log \left({\frac {K}{X}}\right)\right)}
így:
{\displaystyle X_{C}=K\exp \left(-{\frac {a}{\alpha }}\right).}

Néhány numerikus becslés az {\displaystyle X_{C}}-re
- {\displaystyle X_{C}\approx 10^{9}}  emberi tumorokra
- {\displaystyle X_{C}\approx 10^{6}} egér tumorokra